# Ratsch an der Weinstraße
Ratsch an der Weinstraße (slowenisch Račane) ist ein Ort in den Windischen Büheln in der Steiermark wie auch Ortsteil (Ratsch), Ortschaft und Katastralgemeinde (Ratsch) der Gemeinde Ehrenhausen an der Weinstraße im Bezirk Leibnitz der Südweststeiermark.
Die ehemalige Gemeinde wurde 2015 Ehrenhausen angeschlossen.

## Geografie
Ratsch an der Weinstraße befindet sich an der Grenze zu Slowenien, etwa 11 Kilometer südlich von Leibnitz, um die 5½ km westlich vom Grenzübergang Spielfeld/Šentilj, 4 km südwestlich des Gemeindehauptorts Ehrenhausen.
Das Dorf Ratsch an der Weinstraße liegt auf um die 350 m ü. A. Höhe in der Talung des Ratscher Bachs, der bei Gamlitz in den Gamlitzbach mündet, schon am Fuß des Grenzbergs Witscheinberg/Svečinski vrh (515 m/517 m). Es hat etwa 60 Adressen.
Die Ortschaft Ratsch an der Weinstraße respektive Katastralgemeinde Ratsch umfasst mit 548,53 Hektar knapp 150 Gebäude mit etwa 330 Einwohnern.
Zum Ortschaftsgebiet gehören auch die zerstreuten Häuser Stermetzberg, die Rotte Schusterberg und die zerstreuten Häuser Ratschergraben links im Tal talauswärts (nordwärts), die zerstreuten Häuser Nußberg rechts im Tal (östlich), die zerstreuten Häuser Köbelberg südlich, sowie die zerstreuten Häuser Kroisenbach in gleichnamigen Nachbartälchen westlich. Die Grenzland-Weinstraße (L613) bildet die Südgrenze.
Zum Ortsteil Ratsch der Gemeinde gehört auch die Ortschaft und Katastralgemeinde Ottenberg (324 Einwohner, Stand 1. Jänner 2024), womit dieses Gebiet, das die ehemalige Gemeinde darstellt, 826,92 ha, um die 190 Gebäude und 448 Einwohner (Stand: 31. Oktober 2013) hat.

### Nachbarorte
| Schusterberg                                 | Gamlitz (O, KG u. OT, Gem. Gamlitz)                                         | Nußberg                             |
| Eckberg (O u. KG, Gem. Gamlitz) Stermetzberg | Kompassrose, die auf Nachbargemeinden zeigt                                 | Ottenberg (O u. KG) Berghausen (OT) |
| Sulz (O u. KG, Gem. Gamlitz)                 | Köbelberg Slatina Svečina (beide O u. KG, Gem. Kungota, Podravska reg., SI) |                                     |

## Geschichte
Ratsch wurde im 11. Jahrhundert erstmals unter der Bezeichnung Rats urkundlich erwähnt.
Im 17. Jahrhundert stand der Ort im Besitz des Protestanten Nikolaus Kempintsy, Sohn des Caspar Kempintsy und der Ellse Beuerl, der 1629 in den Elsass auswanderte, und Ratsch an Wolf Freiherr von Eggenberg verkaufte.

### Ehemalige Gemeinde

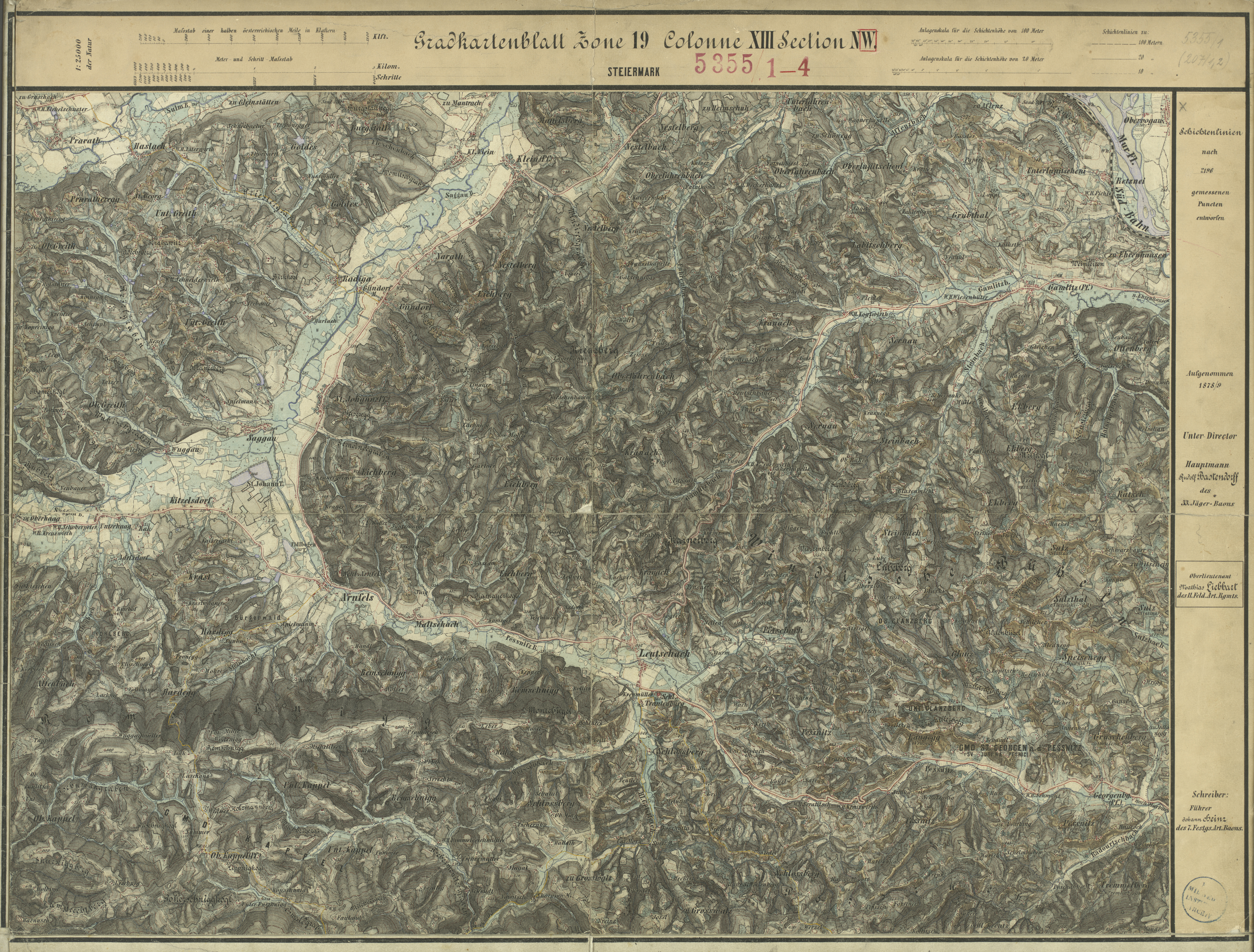
Das Gebiet von Ratsch (rechts unten) um das Jahr 1879 (Aufnahmeblatt der 3. Landesaufnahme)

Die Ortsgemeinde als autonome Körperschaft  des Kronlands Steiermark (Herzogtum Steyer) entstand 1850 nach der Revolution 1848/49. Im damals zweisprachigen Gebiet wurde auf Initiative der Döfler am 6. November 1882 eine erste deutsche Schule eröffnet.
Nach der Annexion Österreichs 1938 kam die Gemeinde zum Reichsgau Steiermark, 1945 bis 1955 war sie Teil der britischen Besatzungszone in Österreich. Erster Bürgermeister der Nachkriegszeit war Johann Deutscher. 1946 wurde das Gemeindehaus von Partisanen in Brand geschossen.
1961 wurde  der Namenszusatz an der Weinstraße vergeben (LGBl. 41/1961). Per 1962 wurde die ebenfalls seit 1850 selbständige Gemeinde Ottenberg als Katastralgemeinde angeschlossen (LGBl. 106/1961).
Seit 2015 ist Ratsch im Rahmen der steiermärkischen Gemeindestrukturreform mit den Gemeinden Berghausen, Ehrenhausen und Retznei zusammengeschlossen, die neue Gemeinde führt den Namen Ehrenhausen an der Weinstraße. Bei einem Votum sprachen sich 80 % der Gemeindebürger für Ehrenhausen und gegen Gamlitz aus, sodass die Gemeindezusammenlegung klaglos verlief.
Das ehemalige Gemeindegebiet wird als Ortsteil (Ortsbereich)  der neuen Gemeinde weitergeführt, der Namenszusatz gilt für die Ortschaft weiter.
Letzter Bürgermeister war seit 1999 der Winzer Johannes Zweytick (ÖVP, Nationalratsabgeordneter 1994–2008; seit 2015 Vizebürgermeister von Ehrenhausen). Der Gemeinderat setzte sich nach den Wahlen von 2010 wie folgt zusammen: 7 ÖVP, 2 SPÖ.

### Wappen
Das Wappen der ehemaligen Gemeinde zeigt einen Klapotetz, eine Weintraube und die südsteirische Weinstraße.

## Wirtschaft, Infrastruktur und Kultur
In Ratsch wird Weinbau betrieben.
An der Südgrenze verläuft die Grenzland-Weinstraße (L613) Ehrenhausen – Leutschach, die zur touristischen Route der Südsteirischen Weinstraße gehört. Auch der Südalpenweg, ein österreichischer Weitwanderweg, verläuft hier.
Die Urbani-Kapelle wurde 1972 fertiggestellt und dem Weinheiligen Urban geweiht.

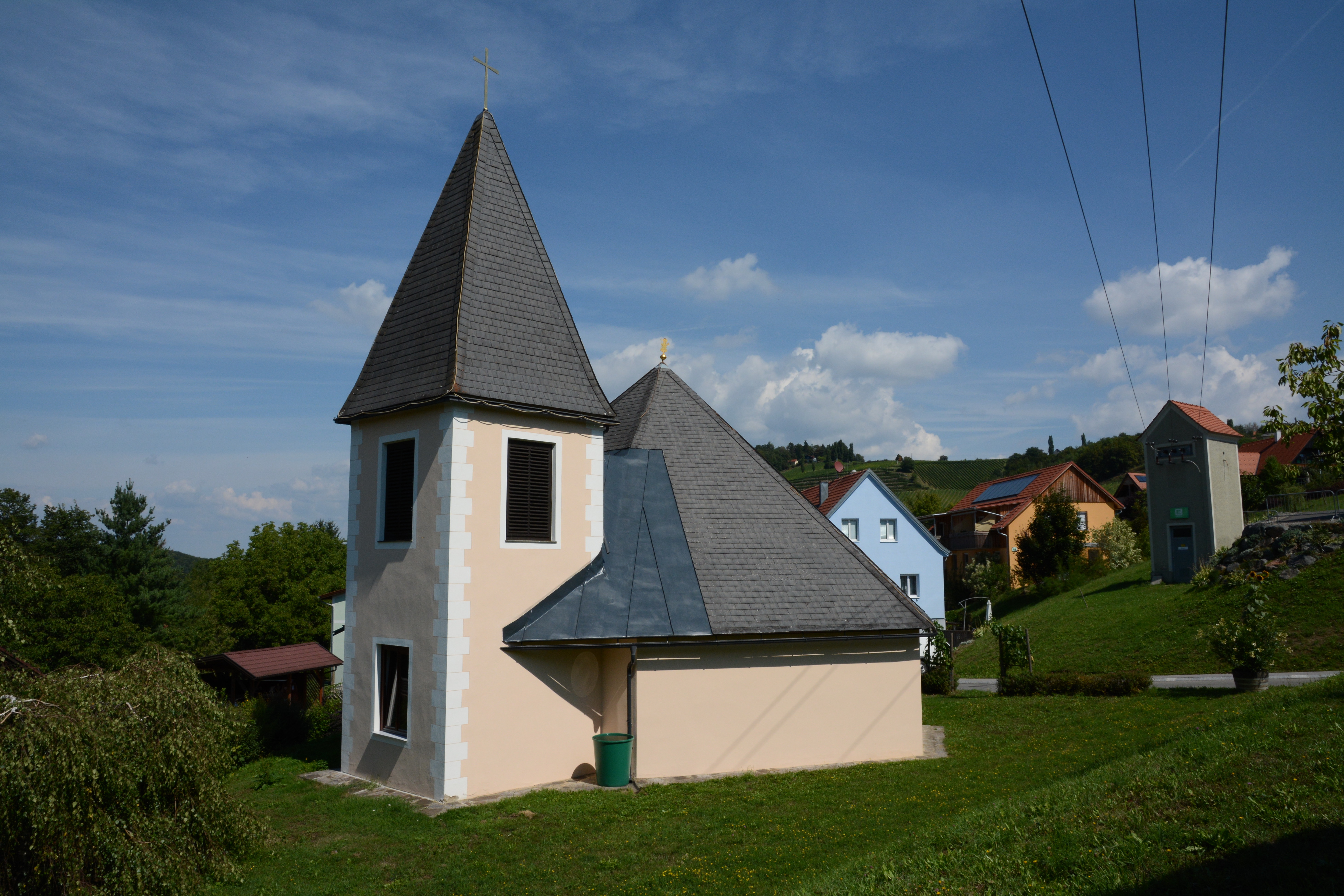
Urbani-Kapelle
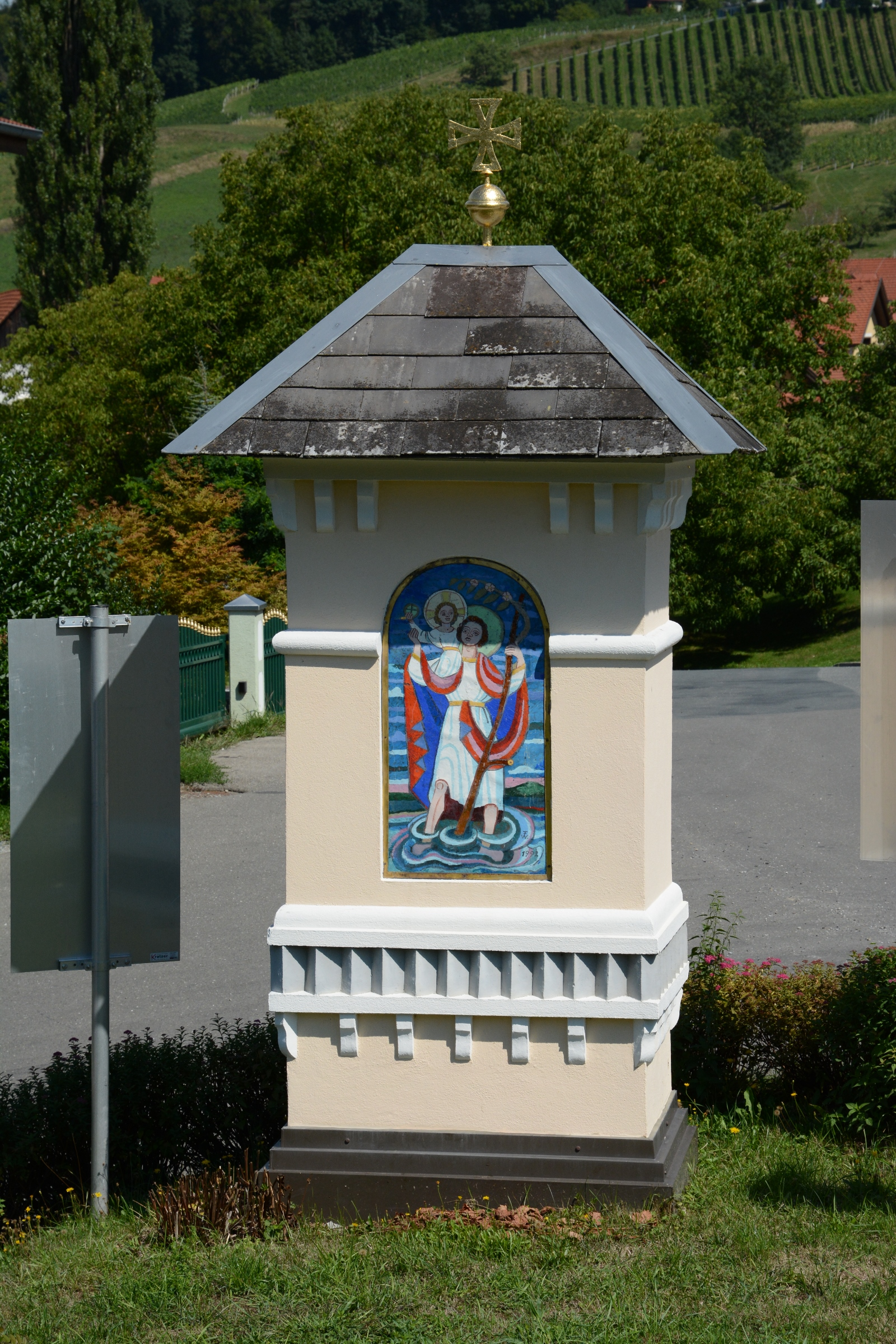
Bildstock
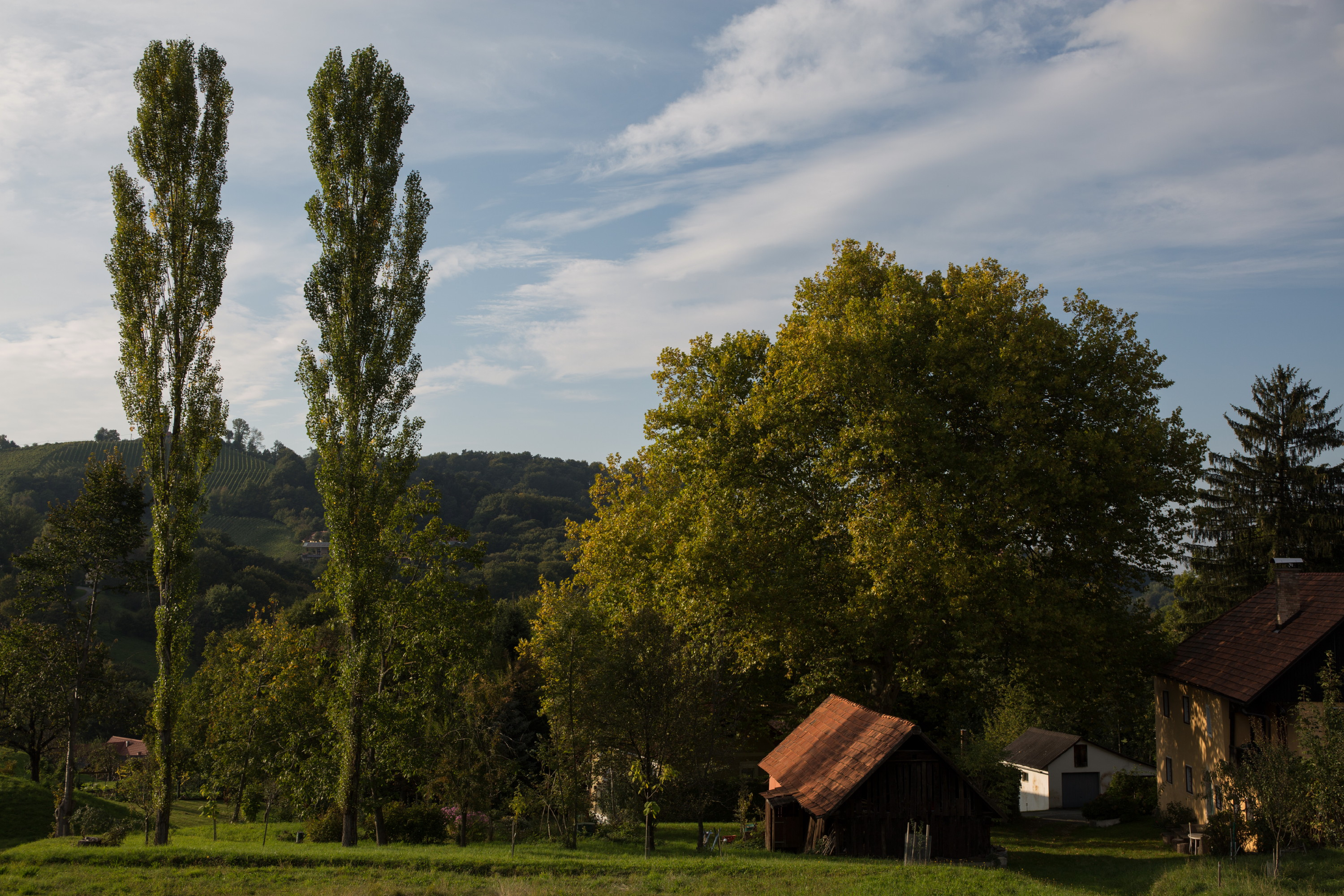
Ratscher Platane (Naturdenkmal)